# Steen Thychosen
Steen Thychosen (Vejle, 1958. szeptember 22. – ) dán válogatott labdarúgó, edző.

## Pályafutása

### Klubcsapatban
Vejlében született. Pályafutását is a szülővárosában kezdte a Vejle BK csapatában 1976-ban, majd két évvel később külföldre szerződött. 1978 és 1981 között a német Borussia Mönchengladbach, 1981 és 1983 között a belga RWD Molenbeek játékosa volt. 1983-ban visszatért a Vejléhez, ahol két szezont töltött.
1985 és 1987 között a svájci Lausanne-Sport csapatában játszott. 1987 és 1992 között ismét a Vejle együttesét erősítette.

### A válogatottban
1984 és 1986 között 2 alkalommal szerepelt a dán válogatottban. Részt vett az 1984-es Európa-bajnokságon.